# Quadrufite
La quadrufite è un minerale scoperto nel 1992 appartenente al supergruppo della seidozerite. Il nome deriva dal fatto che la formula chimica originaria contenesse quattro gruppi fosfato e in riferimento al contenuto di fosfato (phosfate).

## Morfologia
La quadrufite si presenta generalmente in scaglie.

## Origine e giacitura
La quadrufite si forma nei complessi alcalini.